# ルボシュ・コホーテク
ルボシュ・コホーテク（Luboš Kohoutek、1935年1月29日 - 2023年12月30日）は、チェコの天文学者。多くの彗星、小惑星を発見した。

## 生涯
モラヴィアのZábřehに生まれた。ブルノとプラハの大学で物理学と天文学を学んだ後、チェコスロバキア科学アカデミーの天文学研究所で働いた。1967年にルボシュ・ペレクと1036の惑星状星雲を収録したカタログを出版した。ドイツのハンブルク天文台で働き、1968年のチェコ事件が起こると、ドイツに留まることを決めた。1970年代にコホーテク彗星 (C/1973 E1)などの発見で有名になった。その後スペインやチリの天文台で惑星状星雲の観測を行い、2001年に引退した。
小惑星(1850)コホーテクはコホーテクの功績を記念して命名された。
多くの彗星の発見が最も有名である。大彗星になると期待されたコホーテク彗星 (C/1973 E1)のほか発見した彗星には、周期彗星の75P/コホーテク彗星 (75P)、76P/ウェスト・コホーテク・池村彗星がある。
またアポロ群の（1865) Cerberusを含む75の小惑星を発見した。